# Jakići II
Jakići II (en italien : Jacchi II) est une localité de Croatie située en Istrie, dans la municipalité de Poreč, dans le comitat d'Istrie. En 2001, la localité comptait 13 habitants.
Jakići II est également connu sous le nom de Jakići Gorinji.

## Démographie
| 1948 | 1953 | 1961 | 1971 | 1981 | 1991 | 2001 |
| ---- | ---- | ---- | ---- | ---- | ---- | ---- |
| 21   | 17   | 14   | 14   | 16   | 15   | 13   |